# Clintonia uniflora
Clintonia uniflora ist eine Pflanzenart aus der Gattung der Clintonia in der Familie der Liliengewächse (Liliaceae). Sie ist im Nordwesten und Westen Nordamerikas beheimatet.

## Beschreibung

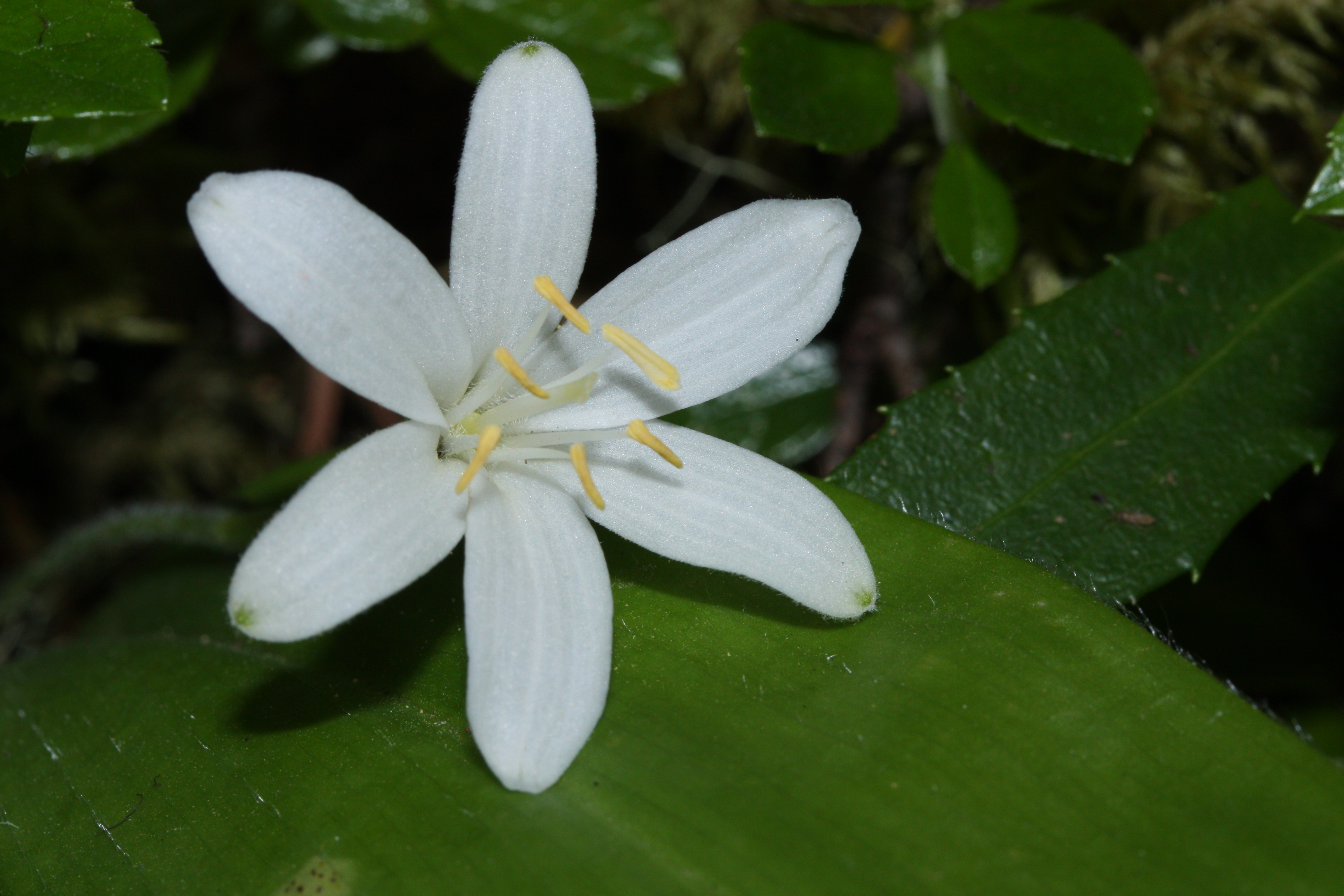
Blüte mit je sechs weißen Blütenhüllblättern und Staubblättern, mit gelben Staubbeuteln.

Clintonia uniflora wächst als ausdauernde krautige Pflanze und erreicht Wuchshöhen von 15 bis 25 Zentimeter. Es werden Rhizome als Überdauerungsorgane gebildet. Am Stängel verteilt werden zwei bis drei Laubblätter gebildet. Die mit einer Länge von 8 bis 20 Zentimeter sowie einer Breite von 2,5 bis 6,5 Zentimeter verkehrt-lanzettliche bis verkehrt-eiförmige Blattspreite besitzt eine hell-grüne Blattoberseite.
Die Blütezeit erstreckt sich von Mai bis Juli. Die aufrecht stehenden, endständigen Blütenstände enthalten nur ein schmal-lineales Hochblatt und ein bis zwei Blüten. Die zwittrigen Blüten sind dreizählig. Die sechs gleichgestaltigen, cremeweiß gefärbten Blütenhüllblätter sind mit einer Länge von 18 bis 25 Millimeter und einer Breite von 5 bis 7 Millimeter breit verkehrt-lanzettlich bis verkehrt-eiförmig geformt. Die sechs Staubblätter bestehen aus 11 bis 18 Millimeter langen, in der Basis der Blütenhüllblätter inserierten Staubfäden und mit einer Länge von 3,5 bis 5,5 Millimeter länglich-linealen Staubbeuteln.
Es werden bei Reife glänzend dunkelblau gefärbte Beeren gebildet, die bei einem Durchmesser von 6 bis 12 Millimeter eine fast kugelige bis birnenförmige Form besitzen und 10 bis 18 Samen enthalten. Die Samen sind 3 bis 4 Millimeter groß.
Die Chromosomenzahl beträgt 2n = 28.

## Vorkommen
Das natürliche Verbreitungsgebiet von Clintonia uniflora umfasst den Nordwesten und Westen Kanadas und der USA. In Kanada kommt diese Art in British Columbia und Alberta vor. In den USA findet man sie in Alaska, Washington, Idaho, Montana, Oregon sowie Kalifornien.
Clintonia uniflora kommt vor allem in Berg-Nadelmischwäldern in Höhenlagen von 0 bis 2600 Metern vor.

## Systematik
Die Erstbeschreibung erfolgte 1829 durch Archibald Menzies als Varietät Smilacina borealis Ker Gawler var. uniflora Menzies ex Schultes in Joseph August Schultes & Julius Hermann Schultes: Systema Vegetabilium, 7 (1), S. 307. William Jackson Hooker gab ihr 1839 den Rang einer Art Smilacina uniflora. In: Flora Boreali-Americana. 2, S. 175. Karl Sigismund Kunth stellte sie 1850 in Enumeratio Plantarum Omnium Hucusque Cognitarum, 5, S. 159 unter dem Namen Clintonia uniflora (Menzies ex Schult. & Schult. f.) Kunth in die Gattung Clintonia.